# Monforte de Lemos (Gerichtsbezirk)
Der Gerichtsbezirk Monforte de Lemos ist einer der 9 Gerichtsbezirke in der Provinz Lugo.
Der Bezirk umfasst 9 Gemeinden auf einer Fläche von 1.518,91 km² mit dem Hauptquartier in Monforte de Lemos.

## Gemeinden
| Gemeinde                         | Einwohner (2024) | Fläche km² | Dichte Einw./km² | Cod INE | Postleitzahl |
| -------------------------------- | ---------------- | ---------- | ---------------- | ------- | ------------ |
| Bóveda                           | 1.409            | 91,11      | 15               | 27008   | 27340        |
| Folgoso do Courel                | 978              | 193,27     | 5                | 27017   | 27325        |
| Monforte de Lemos                | 18.560           | 199,52     | 93               | 27031   | 27400        |
| Pantón                           | 2.340            | 143,24     | 16               | 27041   | 27430        |
| A Pobra do Brollón               | 1.619            | 176,71     | 9                | 27047   | 27330        |
| Quiroga                          | 3.057            | 317,38     | 10               | 27050   | 27320        |
| Ribas de Sil                     | 904              | 67,78      | 13               | 27052   | 27310        |
| O Saviñao                        | 3.488            | 196,55     | 18               | 27058   | 27540        |
| Sober                            | 2.129            | 133,35     | 16               | 27059   | 27460        |
| Gerichtsbezirk Monforte de Lemos | 34.484           | 1.518,91   | 23               | –       | –            |